# Physikalische Gesellschaft der DDR

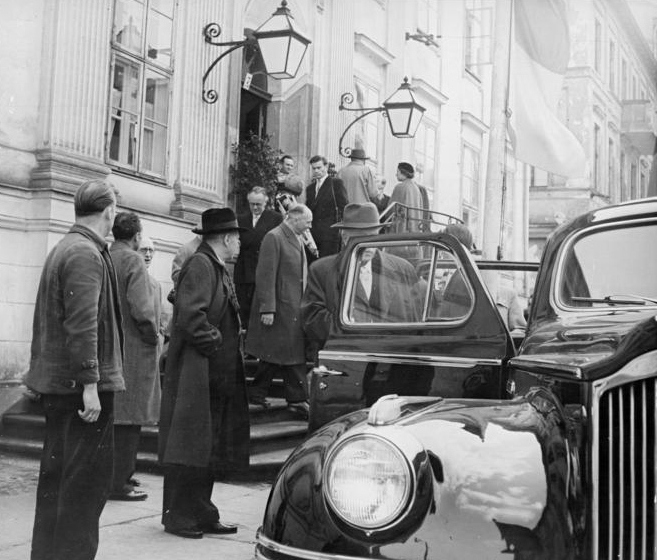
Berlin, Magnus-Haus, Physikalische Gesellschaft der DDR, 1958

Die Physikalische Gesellschaft der DDR war die physikalische Gesellschaft der DDR. Die Gesellschaft wurde 1952 gegründet und ging 1990 in der Deutschen Physikalischen Gesellschaft (DPG) auf.

## Geschichte
Während sich in der britischen Besatzungszone bereits im Frühjahr 1946 die erste physikalische Gesellschaft neu gründete und sich später in die französische und amerikanische Zone ausbreitete und sich 1950 zum Verband Deutscher Physikalischer Gesellschaften zusammenschlossen, erfolgte in der SBZ keine derartige Neugründung. Stattdessen wurden mit dem Kulturbund und der Kammer der Technik zwei Institutionen geschaffen, die zentrales Sammelbecken der „antifaschistischen“ Intellektuellen sein sollte. So ging der VdI in der Kammer für Technik auf, die Deutsche Chemische Gesellschaft wurde als Sektion des Kulturbundes weitergeführt.
Auf regionaler Ebene bildeten sich Ende der 1940er Jahre eigenständige Organisationen von Physikern. Im Rahmen des Physikertreffens am Rande der Leipziger Herbstmesse trafen sich am 14. September 1952 führende Physiker der DDR in Halle (Saale) zur Gründung einer Physikalischen Gesellschaft. Diese Physikalische Gesellschaft der DDR wurde am 26. September 1952 in Berlin beim Staatssekretär für das Hochschulwesen formell gegründet und am 31. Oktober 1952 beim Innenministerium offiziell registriert. Ein 1950 unternommener Anlauf von Max von Laue, Walther Bothe und anderen, eine gemeinsame physikalische Gesellschaft für ganz Deutschland zu gründen (Verband Deutscher Physikalischer Gesellschaft) setzte sich nicht durch, obwohl auf der ersten Tagung in Bad Nauheim auch viele Physiker aus der DDR teilnahmen.
Die etwas mehr als 100 Mitglieder Anfang 1953 waren weitaus überwiegend Mitglieder der SED. Im Laufe der folgenden Jahre wurde die Gesellschaft jedoch zunehmend die Standesorganisation der Physiker in der DDR. Die Hoffnungen auf eine Integration beider Gesellschaften wurden erst Anfang der 1960er Jahre im Westen aufgegeben, als sich die DPG selbständig für den Westen neu gründete. Die Physikalische Gesellschaft der DDR war der Akademie der Wissenschaften der DDR zugeordnet und hatte ihren Sitz ab 1958 im Magnus-Haus in Ost-Berlin.
Die Physikalische Gesellschaft der DDR verlieh Preise und gab die Zeitschrift Fortschritte der Physik heraus. Der Gustav-Hertz-Preis (vergeben seit 1978) und der Physikpreis für Schüler wurde von der DPG nach der Wende übernommen, wobei der Gustav-Hertz-Preis mit dem Physikpreis der DPG vereinigt wurde. Sie veranstaltete regelmäßig Tagungen und hatte zuletzt (1990) rund 2000 Mitglieder.
Am 20. November 1990 erfolgte die Vereinigung der Physikalischen Gesellschaft der DDR mit der Deutschen Physikalischen Gesellschaft.

## Personen
Die Physikalische Gesellschaft der DDR hatte zunächst keinen Vorsitzenden, sondern mehrere Vorstände, von denen einer als Sprecher fungierte. Zu nennen ist vor allem Gustav Hertz, von 1955 bis 1967 Sprecher des Vorstandes, dann Vorstandsmitglied von 1967 bis 1975 und danach Ehrenvorsitzender. Seit 1970 gab es Vorsitzende. Robert Rompe war 1970 bis 1988 Vorsitzender und danach Ehrenvorsitzender (und von 1955 bis 1967 Sprecher des Vorstandes). Joachim Auth war 1988 bis 1990 Vorsitzender. Nach der Wende war Gerd Röpke 1990 letzter Vorsitzender.
Die Vorstandsmitglieder der Gesellschaft von 1952 bis zur Wahl von 1990 waren (geordnet nach Beginn der Amtszeit):
- 1952–1954: Walter Grotrian
- 1952–1957: Friedrich Möglich
- 1952–1958: Rudolf Seeliger
- 1952–1968: Hans Frühauf
- 1952–1986: Paul Görlich
- 1952–1990: Robert Rompe
- 1954–1975: Gustav Hertz
- 1958–1964: Wilhelm Macke
- 1958–1966: Paul Kunze
- 1964–1966 u. 1988–1990: K. F. Alexander
- 1966–1970: Hans Falkenhagen
- 1966–1970: Artur Lösche
- 1966–1974: Karl Lanius
- 1968–1970: Wilhelm Schütz
- 1970–1974: Heinz Bethge
- 1970–1974: Oskar Hauser
- 1970–1974: Johannes Wilhelm
- 1972–1982: A. Schiller (Berlin)
- 1974–1988: Ronald Leven
- 1974–1990: Joachim Auth
- 1974–1990: Ernst-Joachim Gießmann
- 1984–1990: Dietrich Morawski
- 1986–1990: Chr. Kirsten (Dresden)
- 1988–1990: Günter Albrecht
- 1988–1990: Alexander Andreeff
- 1988–1990: H. Florin (Berlin)
- 1988–1990: Alfred Rutscher

1990 fand die erste demokratische Wahl des Vorstands statt, bei der der komplette Vorstand abgewählt wurde. Der neue Vorstand von 1990 bestand aus Gunnar Berg, Klaus Günther, Harry Pfeifer, Thomas Richter, Gerd Röpke, Ingrid Rotter und Roland Zimmermann.
Die Sekretäre der Gesellschaft fungierten als Geschäftsführer und hatten ihren Dienstsitz im Magnus-Haus. Sekretär war ab 1952 Alfred Bijchner, auf den 1969 Reinhard Linke folgte. Mit der Publikation „Im Zentrum der Spionage“ des Überläufers Werner Stiller wurde Linke 1986 als Stasi-Offizier enttarnt und trat überhastet zurück. Auf Linke folgte für ein Jahr Rudolf Klimpf, der 1987 von Detlef Hommel abgelöst wurde, dem letzten Sekretär vor der Vereinigung der Gesellschaft mit der DPG 1990.